# Gustavo Díaz Ordaz, Chiapas
Gustavo Díaz Ordaz är en ort i Mexiko.   Den ligger i kommunen Tecpatán och delstaten Chiapas, i den sydöstra delen av landet, 600 km öster om huvudstaden Mexico City. Gustavo Díaz Ordaz ligger 454 meter över havet och antalet invånare är 481. Den ligger vid sjön Presa Nezahualcoyotl.
Terrängen runt Gustavo Díaz Ordaz är kuperad åt sydost, men åt nordväst är den platt. Gustavo Díaz Ordaz ligger uppe på en höjd. Runt Gustavo Díaz Ordaz är det ganska glesbefolkat, med 42 invånare per kvadratkilometer. Närmaste större samhälle är Raudales Malpaso, 13,3 km väster om Gustavo Díaz Ordaz. I omgivningarna runt Gustavo Díaz Ordaz växer huvudsakligen savannskog.